# Fritz Luchsinger
Fritz Luchsinger (ur. 8 marca 1921 – zm. 28 kwietnia 1983) – szwajcarski wspinacz. 
On i Ernst Reiss dokonali pierwszego wejścia na Lhotse (8516 m), czwartą górę świata, 18 maja 1956. Podczas zejścia Luchsinger dostał zapalenia wyrostka robaczkowego, leczył się w klasztorze Tengboche.
Luchsinger zaginął podczas wejścia na Sziszapangmę w 1983.